# Albert Raty
Albert Raty (Bouillon, 17 augustus 1889 - Vresse-sur-Semois, 17 mei 1970) was een Belgische schilder. 
Raty werd doofstom geboren, en daarom op zijn vijfde naar het gespecialiseerde Koninklijk Instituut Woluwe in Brussel gestuurd. Op het instituut werd hij zich bewust van zijn artistieke potentieel. Hij vervolgde zijn opleiding aan de Académie Ernest Blanc-Garin in Schaarbeek (1906-1912) en aan de Académie de la Grande Chaumière in Parijs (met Lucien Simon).
Tijdens de Eerste Wereldoorlog verbleef hij in Frankrijk (vooral in Bretagne en Aveyron), waar hij sterk werd aangetrokken door het licht van Bretagne. Later keerde hij terug naar de Ardennen, en in het bijzonder het dal van de Semois, waar hij het landelijke leven en het landschap van de Ardennen vastlegt. Hij had zijn atelier in het dorp Vresse-sur-Semois en was een van de leidende figuren van de School van Vresse, een los verband van schilders die werkten in verschillende stijlen in en rond Vresse-sur-Semois. Hij was ook een gerenommeerd portrettist en karikaturist.

## Musea met werken van Raty
- Vresse-sur-Semois: het Centre d'Interprétation d'Art - École de Vresse heeft ongeveer tweehonderd werken van de schilder
- Het Hertoglijk Museum in Bouillon[2]

- Bibliothèque nationale de France: cb17794328c (data)
- Gemeinsame Normdatei: 11904272X
- International Standard Name Identifier: 0000 0000 3190 6340
- Library of Congress Control Number: n87141112
- RKD-Nederlands Instituut voor Kunstgeschiedenis: 65686
- Union List of Artist Names: 500346799
- Virtual International Authority File: 67267129
- WorldCat: E39PBJjXk3jp9kxgmC3hW47fv3